# Lista castelelor și conacelor din județul Brașov
Aceasta este o listă a castelelor și conacelor din județul Brașov:
- Castelul Béldy László (1731) din Budila, azi primărie[1]
- Castelul Béldy Pál (1751) din Budila[2]
- Castelul Bran (1388) din Bran[3]
- Castelul Brâncoveanu din Sâmbăta de Sus
- Castelul Brukenthal (1760) din Sâmbăta de Jos, deținut de Romsilva[4]
- Castelul Guthman-Valenta (1553) din Hoghiz[5]
- Castelul Haller din Hoghiz, azi școală generală[6]
- Castelul Kálnoky din Hoghiz
- Castelul Mikes din Budila
- Castelul Nemes din Budila, azi ruine
- Castelul Sükösd-Bethlen (1603) din Racoș[7]

## Galerie

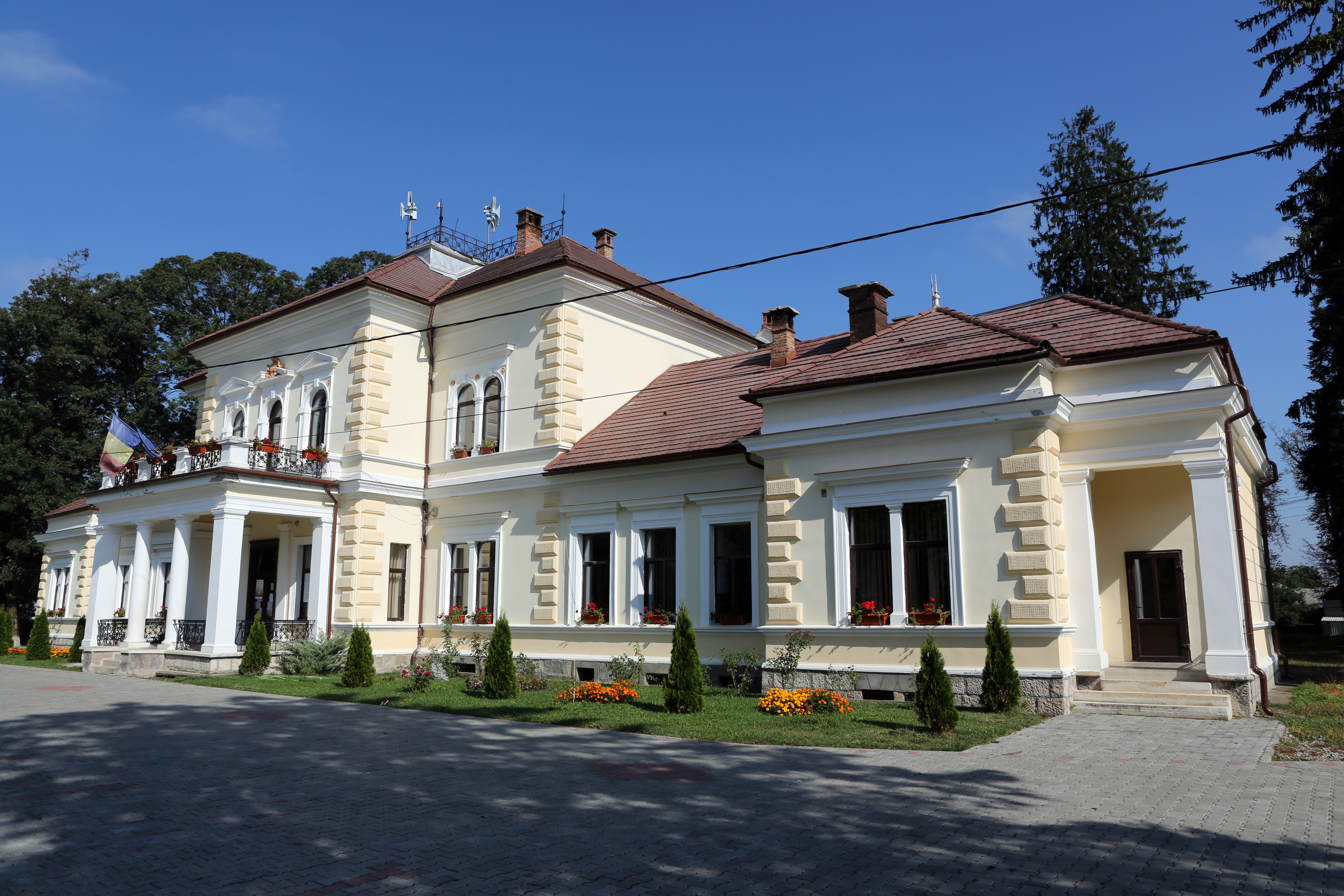
Castelul Béldy László din Budila
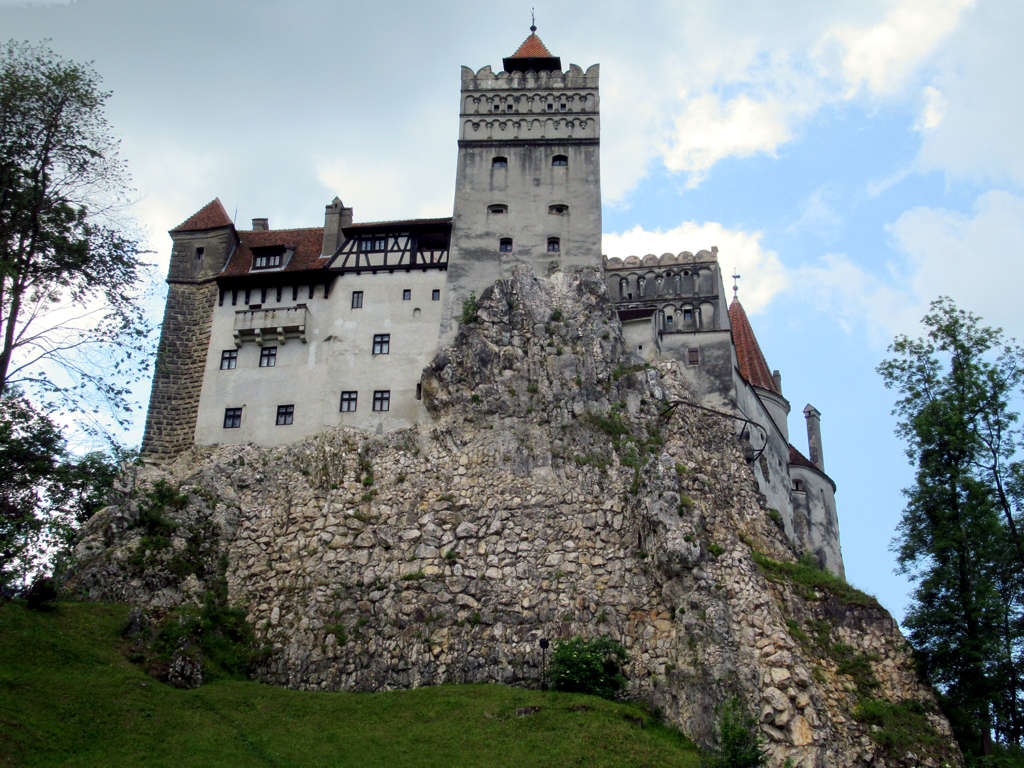
Castelul Bran din Bran
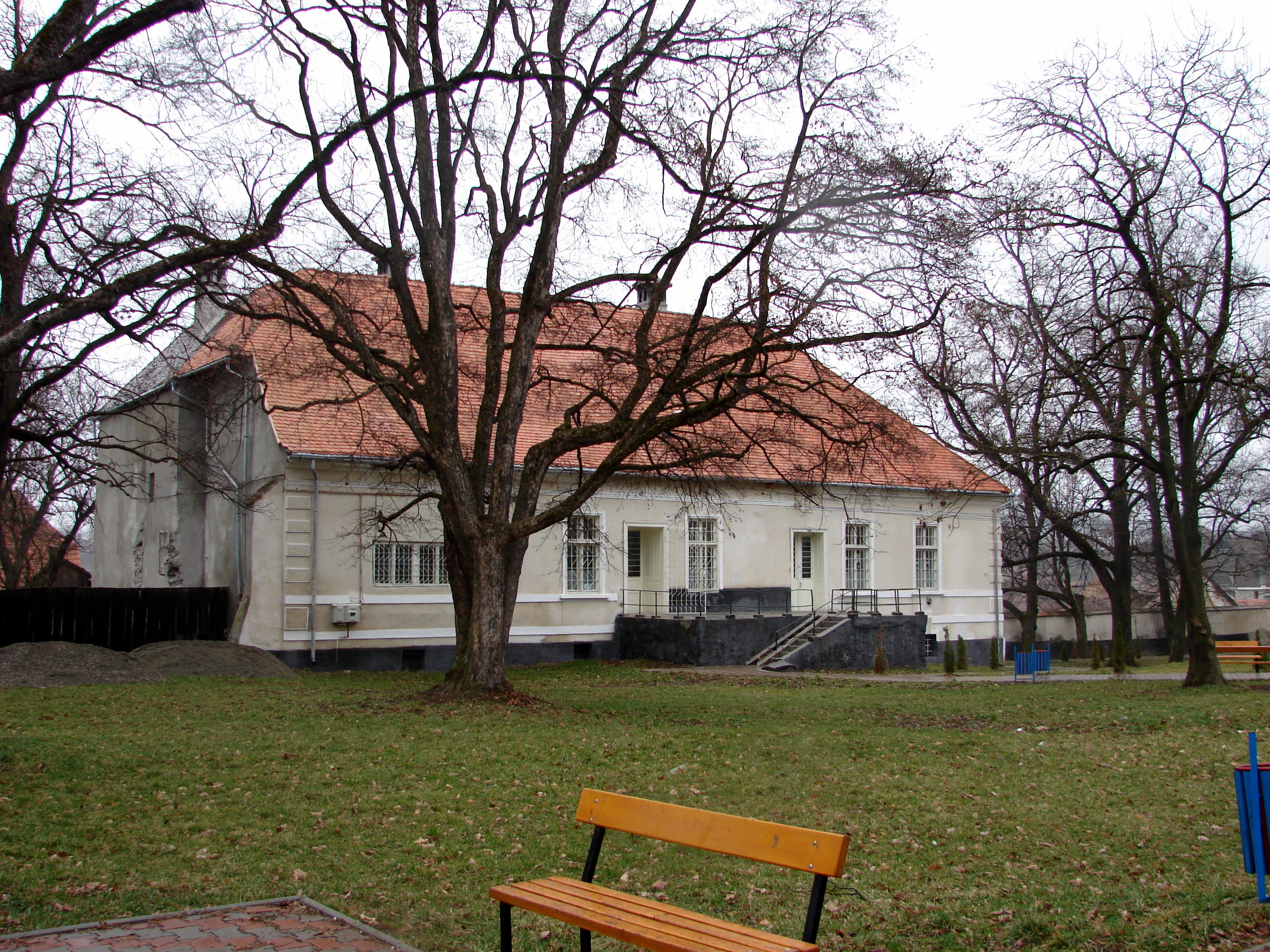
Castelul Kálnoky din Hoghiz
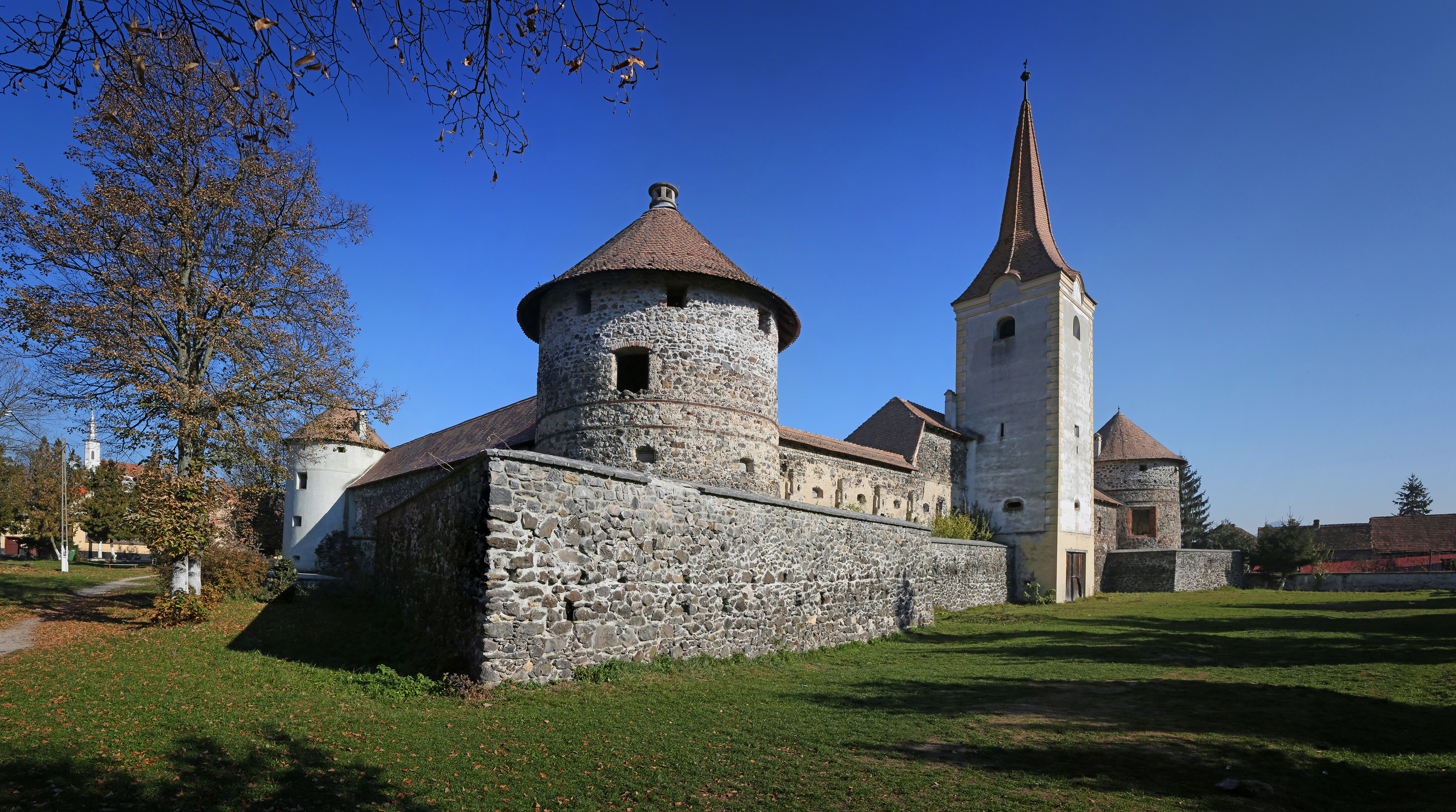
Castelul Sükösd-Bethlen din Racoș